# Ghent (New York)
Ghent ist eine Stadt im Columbia County, New York, Vereinigte Staaten. Die Einwohnerzahl lag bei der Volkszählung 2020 bei 5.303, gegenüber 5.402 bei der Volkszählung 2010. Ghent liegt zentral im County und nordöstlich der Stadt Hudson.

## Geschichte
Um 1735 zogen frühe Siedler in die Gegend, die die von den Ureinwohnern gerodeten Gebiete nutzten.  Am  3. April 1818 wurde die Stadt Ghent aus Teilen der Städte Chatham, Claverack und Kinderhook gegründet und nach dem Friedensvertrag von Gent benannt, der am 24. Dezember 1814 den Britisch-Amerikanischen Krieg beendete. Davor war Ghent unter den Namen „Squampamock“ und Kline Kill bekannt. Squampamock ist ein Begriff der amerikanischen Ureinwohner und bedeutet „das Zusammentreffen der Gewässer“.

## Sehenswürdigkeiten
In Ghent befindet sich die historische Van Valkenburgh-Isbister Farm, die 2006 in das National Register of Historic Places aufgenommen wurde. Das Bartlett House wurde 2012 in das National Register of Historic Places aufgenommen.

## Geografie
Nach Angaben des United States Census Bureau hat die Stadt eine Gesamtfläche von 45,4 Quadratmeilen (117,6 km²), wovon 45,1 Quadratmeilen (116,9 km²) auf Land und 0,27 Quadratmeilen (0,7 km²) oder 0,59 % auf Wasser entfallen.
Der Taconic State Parkway durchquert die südöstliche Ecke der Stadt.

## Demographische Daten
Historische Bevölkerung
Volkszählung Pop.	Anmerkung %±
1820 2,379 -
1830 2,790 17.3%
1840 2,558 -8.3%
1850 2,293 -10.4%
1860 2,803 22.2%
1870 2,886 3.0%
1880 2,953 2.3%
1890 2,903 -1.7%
1900 2,693 -7.2%
1910 2,819 4.7%
1920 2,451 -13.1%
1930 2,818 15.0%
1940 2,948 4.6%
1950 3,173 7.6%
1960 3,485 9.8%
1970 3,729 7.0%
1980 4,636 24.3%
1990 4,812 3.8%
2000 5,272 9.6%
2010 5,402 2.5%
2020 5,303 -1.8%
U.S. Decennial Census
Bei der Volkszählung 2020 lebten 5.303 Menschen, 1.914 Haushalte und 1.307 Familien in der Stadt. Die Bevölkerungsdichte betrug 116,8 pro Quadratmeile (45,1/km²). Es gab 2.244 Wohneinheiten mit einer durchschnittlichen Dichte von 49,7 pro Quadratmeile (19,2/km²). Die rassische Zusammensetzung war 96,93 % weiß, 1,1 % Afroamerikaner, 0,23 % amerikanische Ureinwohner, 0,19 % Asiaten, 0,28 % aus anderen Rassen und 1,27 % aus zwei oder mehr Rassen. 1,35 % der Bevölkerung waren Hispano- oder Latino-Angehörige jeglicher Rasse.
Es gab 2.020 Haushalte, in denen zu 32,0 % Kinder unter 18 Jahren lebten, 55,8 % waren verheiratete Paare, die zusammenlebten, 9,5 % hatten einen weiblichen Haushaltsvorstand ohne Ehemann, und 30,8 % waren Nicht-Familien. 25,9 % aller Haushalte bestanden aus Einzelpersonen, und in 11,5 % lebte eine alleinstehende Person im Alter von 65 Jahren oder älter. Die durchschnittliche Haushaltsgröße lag bei 2,50 und die durchschnittliche Familiengröße bei 2,98.
24,2 % der Bevölkerung waren unter 18 Jahre alt, 5,7 % zwischen 18 und 24 Jahren, 27,1 % zwischen 25 und 44 Jahren, 25,8 % zwischen 45 und 64 Jahren und 17,2 % waren 65 Jahre oder älter. Der Altersmedian lag bei 40,8 Jahren. Auf 100 weibliche Personen kamen 94,6 männliche Personen. Auf 100 Frauen im Alter von 18 Jahren und älter kamen 89,5 Männer.
Das mittlere Haushaltseinkommen lag bei 43.529 $ und das mittlere Familieneinkommen bei 52.096 $. Der Medianwert des Hauses lag bei 114.000 Dollar. Männer hatten ein Medianeinkommen von 32.191 $ und Frauen von 23.958 $. Das Pro-Kopf-Einkommen lag bei 21.365 Dollar. Etwa 2,2 % der Familien und 4,6 % der Bevölkerung lebten unterhalb der Armutsgrenze, darunter 4,0 % der unter 18-Jährigen und 8,8 % der über 65-Jährigen.

## Gemeinden und Orte in Gent
- Arnolds Mill – ein Weiler in der nordöstlichen Ecke der Stadt, nordöstlich von Ghent Village.
- Buckleyville – ein Weiler im nordöstlichen Teil der Stadt, nordöstlich des Dorfes Gent
- Chatham – die südliche Hälfte des Dorfes Chatham liegt in der nordöstlichen Ecke von Gent, an der nördlichen Stadtgrenze.
- Columbia County Airport (1B1) – ein Flughafen im südwestlichen Teil der Stadt.
- Ghent – der Weiler Ghent liegt an der Route 66 im nordöstlichen Teil der Stadt Ghent; das Bartlett House wurde 2012 in das National Register of Historic Places aufgenommen[9]
- Omi – ein Weiler im nordwestlichen Teil der Stadt, östlich von West Ghent an der County Road 22.
- Pulvers – ein Weiler im südlichen Teil der Stadt.
- West Ghent – ein Weiler im nordwestlichen Teil der Stadt, an der Route 9H.

## Bildung
Zu den höheren Schulen in Gent gehören die Columbia Christian Academy und die Hawthorne Valley Waldorf School.

## Persönlichkeiten
- Kristanna Loken, Schauspielerin
- Morris Levy, amerikanischer Musikmanager
- William Wegman, amerikanischer Fotograf, berühmt für Kompositionen mit Hunden, insbesondere Weimaranern
- William J. Leggett (1848-1925), amerikanischer Footballspieler, Mannschaftskapitän von Rutgers im ersten Footballspiel überhaupt.
- Michael Schrom, Rennfahrer